# Johan C. Hock
Johannes Christiaan (Johan C.) Hock (Amsterdam, 7 november 1876 – Birmingham, mei 1946) was een Nederlandse cellist en dirigent die jarenlang in het Verenigd Koninkrijk Groot-Brittannië woonde en werkte.

## Levensloop
Hij was zoon van behanger (later boekhouder) Johannes Christiaan Hock en Anna Christina van Onselder. Rond 1900 trouwde hij met pianiste Cornelia Johanna (Nelly) Veldheer.
Hij kreeg zijn opleiding van Isaäc Mossel, Willem Kes en Willem Mengelberg. Van 1892 tot 1898 maakte hij deel uit van het Concertgebouworkest, waarbij hij tweemaal als solist optrad. In 1903 vertrok hij naar Birmingham en stond daar aan de basis van het Birmingham Philharmonic String Orchestra. Voorts maakte hij deel uit van het Catterall Quartet vernoemd naar Arthur Catterall. Van dat kwartet zijn plaatopnamen bewaard gebleven. Hock bespeelde ook de viola da gamba.
Op 19 januari 1911 gaf hij samen met derden een concert in Diligentia in Den Haag met de volgende aanbevelingen:
- Willem Mengelberg: "Hock is een uitmuntend cellist en ik kan hem in ieders belangstelling aanbevelen".
- Georg Schnéevoigt: "Hock is een cellovirtuoos van den eersten rang, zijn prachtige zangrijke toon, gepaard met een uitmuntende techniek brengt het publiek in verrukking".

Op 11 mei 1946 verscheen een In memoriam over Johan Hock in de Birmingham Daily Gazette met de mededeling dat hij 'gisternacht' was overleden in het Selly Oak Hospital.